# Carlos Eduardo Calfat Salem
Carlos Eduardo Calfat Salem (São Paulo, 24 de Março de 1942) é um empresário brasileiro dos setores imobiliário e financeiro. Descendente de sírios, é neto do Comendador Miguel Calfat e de Nagib Salem.
Conferencista nos Estados Unidos (na OEAe no Consyl of the Americas) Brasil - Investimentos para o futuro; Inglaterra (London Chamber of Commerce), França (Chambre de Commerce d’Industrie de Paris), e na Itália (Centro de d’Azione Latina). Publicou para a Federação do Comércio do Estado de São Paulo, o livro Brasil Recovers Time.
Foi Diretor do Centro do Comércio do Estado de São Paulo; Conselheiro da Bolsa de Mercadorias do Estado de São Paulo; Presidente do Conselho Inter-Americano do Comércio e da Produção (CICYP); Fundador da Federação Paulista de Squash ; Fundador da Fundação Instituto Calfat-Salem para Infância, hoje Fundação Ação Criança.

## Títulos
- Legião de Honra Marechal Rondon - 1968;
- Medalha Brasílio Machado Neto, da Federação do Comércio do Estado de São Paulo - 1971;
- Medalha Simon Bolivar - Unesco - 1983;
- Medalha Engênio Gudin - 1984 - Universidade Mackenzie -
- Faculdade de Ciências Econômicas; Medalha Fraternité Monegasque outorgada por S. A. S. Príncipe Rainier III de Mônaco - 1989; *Por Decreto do Presidente da República Francesa recebeu a Legion d’Honneur no grau de Chevalier de L’ordre National du Merite -1998.

Aprovou na UNESCO o artigo 2.3 da Carta de Nova Deli que menciona: “Se não alimentarmos adequadamente a primeira infância, todos os projetos de educação serão inúteis”.

### Obras
- O Império Bizantino, Os Calfat e o Brasil[3]

- Família Salem[4]
- Fatos, Fotos e versões de um mosqueteiro Tropical